# GAR-SI Sahel
GAR-SI Sahel (en francés: Groupes d’Action Rapides – Surveillance et Intervention au Sahel) es un proyecto europeo, financiado por la Comisión Europea en el marco del Fondo Fiduciario de Emergencia para África (EUTF for Africa) y gestionado por la Fundación Internacional y para Iberoamérica de Administración y Políticas Públicas (FIIAPP), que tiene como objetivo contribuir a la seguridad de la población y a la estabilización tanto de los países del Sahel (Mauritania, Burkina Faso, Mali, Níger, Senegal, Chad), como de los territorios regionales, incluyendo las zonas más aisladas y transfronterizas.
Para alcanzar dicho objetivo, el proyecto, liderado por la Guardia Civil española con el apoyo de la Gendarmería Nacional de Francia, el Arma de Carabineros de Italia y la Guardia Nacional Republicana de Portugal, tuvo como objetivo crear unidades similares a los Grupos de Acción Rápido (GAR) españoles que permitieran a las fuerzas de seguridad de los países de la región mejorar la seguridad interior así como sus capacidades.

## Historia
En el contexto de las políticas de la Unión Europea en el Sahel para mejorar la seguridad y reducir la inmigración ilegal, en el año 2016 el Ministerio del Interior de España presentó ante el Fondo Fiduciario de Emergencia para África de la Comisión Europea una propuesta para crear Grupos de Acción Rápida, Vigilancia e Intervención (GARSI) en el Sahel, tal y como España ya había hecho en Senegal en 2012, creando unidad con buenos resultados. Así, ese año se aprobó la propuesta, dando inicio al proyecto y una financiación de 42 millones de euros, incluyendo 3,6 millones por país para dotarles de material. La primera fase del proyecto se inició formalmente en marzo de 2017. En septiembre de 2019, tras aprobarse una ampliación de 18 meses del proyecto para una nueva fase, el Fondo Fiduciario aprobó 25 millones más para financiarla.
En 2021, unidades GARSI del proyecto en Malí sufrieron un atentado dejando 15 uniformados fallecidos, 13 de ellos componentes del proyecto.

## Fases
El proyecto de formación se puede resumir en cinco fases, con distintos plazos de ejecución dependiendo de las necesidades del país:
1. Diagnóstico. Fase inicial del proyecto consistente en evaluar el sistema de seguridad nacional de cada país y sus necesidades.
2. Formación. La segunda fase se divide, a su vez, en tres fases:
  1. Traslado de los cuadros de mando y formadores locales a España donde son formados durante dos meses.
  2. Una vez de regreso en el país de origen, otro mes adicional de formación.
  3. Por último, durante dos o más meses se llevan a cabo cursos especiales de adiestramiento (policía judicial, información, medio ambiente, tráficos ilícitos, policía de proximidad y mantenimiento de material y equipos).
3. Dotación. En esta fase, una vez formado el personal y analizadas las necesidades, se llevan a cabo las compras de material para dotar a las unidades.
4. Monitorización. Esta fase tiene una duración de 1 año y consiste en evaluar el funcionamiento de las unidades sobre el terreno, sus capacidades, sostenibilidad e interoperabilidad.
5. Interoperabilidad. En esta fase las unidades ya están plenamente operativas y llevan a cabo operaciones conjuntas con las unidades de las gendarmerías europeas.